# Bartlett (Nebraska)
Bartlett es una villa ubicada en el condado de Wheeler en el estado estadounidense de Nebraska. En el Censo de 2010 tenía una población de 117 habitantes y una densidad poblacional de 318,13 personas por km².

## Geografía
Bartlett se encuentra ubicada en las coordenadas 41°53′2″N 98°33′9″O / 41.88389, -98.55250. Según la Oficina del Censo de los Estados Unidos, Bartlett tiene una superficie total de 0.37 km², de la cual 0.37 km² corresponden a tierra firme.

## Demografía
Según el censo de 2010, había 117 personas residiendo en Bartlett, de los cuales el 100% eran caucásicos. La densidad de población era de 318,13 hab./km².